# Munderico
Munderico ou Monderico foi um príncipe franco da primeira metade do século VI, que se revoltou contra Teodorico I, rei da Austrásia, reivindicando o trono.
Por volta de 534, ele decidiu não servir ao rei Teodorico I, reúne em torno de si algumas das pessoas que lhe prestam juramento e tenta ser reconhecido como rei. Teodorico finge aceitar, mas Munderico, cauteloso, refugia-se em Vitry-le-Brûlé. Um enviado de Teodorico incita-o a sair da cidade em troca da sua vida segura, mas observando a traição, ele mata o traidor e compromete o combate em curso no qual ele é morto.

## Família

### Filiação
Parece claro, lendo a história de Gregório de Tours, que Munderico é um descendente dos reis de Colónia, cujos dois representantes são conhecidos Sigeberto, o Coxo e seu filho Clodérico. Christian Settipani considera que cronologicamente Munderico só pode ser filho de Clodérico, que morreu em 508.
Esta relação explica as reivindicações dos Munderico:
- Com a morte de Clodérico, Gregório de Tours conta que os francos ripuários escolheram Clóvis I  como rei: de fato, embora Munderico fosse filho de Clodérico ele era muito jovem para reinar.
- Com a morte de Clóvis em 511, não é uma questão de escolha, em primeiro lugar porque Munderico é muito jovem, por outro lado, porque o filho de Clóvis não quer ver uma parte do reino franco fugir-lhe. O reino de Colónia, está definitivamente integrado no reino da Austrásia, o qual Teodorico herda.
- Tornando-se adulto em 534 Munderico então procura exercer os seus direitos[1].

### Filhos
De acordo com o Vida de Gundúlfo, teve por filhos:
- Gundúlfo († 607) vice-rei da Austrásia e bispo eleito de Tongeren até 600[4].
- Bodegisel identificado como um patrício homónimo da Provença, depois na Duque Austrásia e morreu em 585[5].

La Vida de Gundúlfo indica ainda que Santo Arnulfo, bispo de Metz e filho de Bodegisel foi o nepos de Gundúlfo. Para eliminação, este termo de nepos só pode significar sobrinho-neto, e por isso parece que Mumolino, Conde de Soissons e avô paterno de Santo Arnulfo é um irmão de Gundúlfo, portanto, um terceiro filho de Munderico. Este é conhecido como Conde Mumolino de Soissons e prefeito do palácio de Nêustria em 566, pai de Babon e Bodegisel, ambos embaixadores em Bizâncio, o primeiro 584, o segundo 589.

### Esposa
Nenhum documento nomeia a esposa de Munderico. Gregório de Tours, no sexto livro de sua História, diz que "Quildeberto envia a Marselha Gondulfo homem de nascimento senatorial, e que de doméstico ele tinha feito Duque. Como ele não se atrevia a atravessar o reino de Gontrano, ele chegou a Tours. Recebi-o com amizade e reconheci-o por um tio materno de minha mãe." Fortunato, em sua Vita Radegundis menciona um Gondulfo eleito bispo de Metz em 591, mas rapidamente substituído por Agilulfo. Apesar de alguns autores confundirem estes Gundúlfos com seu filho homónimo de Munderico, devemos concluir a existência de dois Gondulfos: 
- Gundúlfo, de raça senatorial, Duque Austrásia, patrício da Provença 581-583, bispo de Metz em 591 e provavelmente morreu pouco depois[8];
- Gundúlfo, de raça franco, vice-rei da Austrásia em 595, bispo de Tongeren em torno de 600 e morreu por volta de 607.